# Phobetus humeralis
Phobetus humeralis är en skalbaggsart som beskrevs av Mont A. Cazier 1937. Phobetus humeralis ingår i släktet Phobetus och familjen Melolonthidae. Inga underarter finns listade i Catalogue of Life.